# Saturn (magasin)
Pour les articles homonymes, voir Saturn.

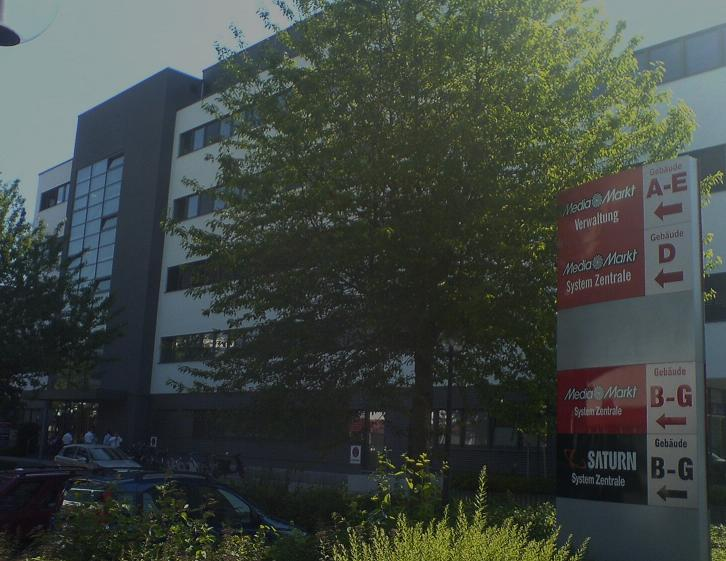
Le siège social de Saturn (Media-Saturn-Holding) à Ingolstadt.

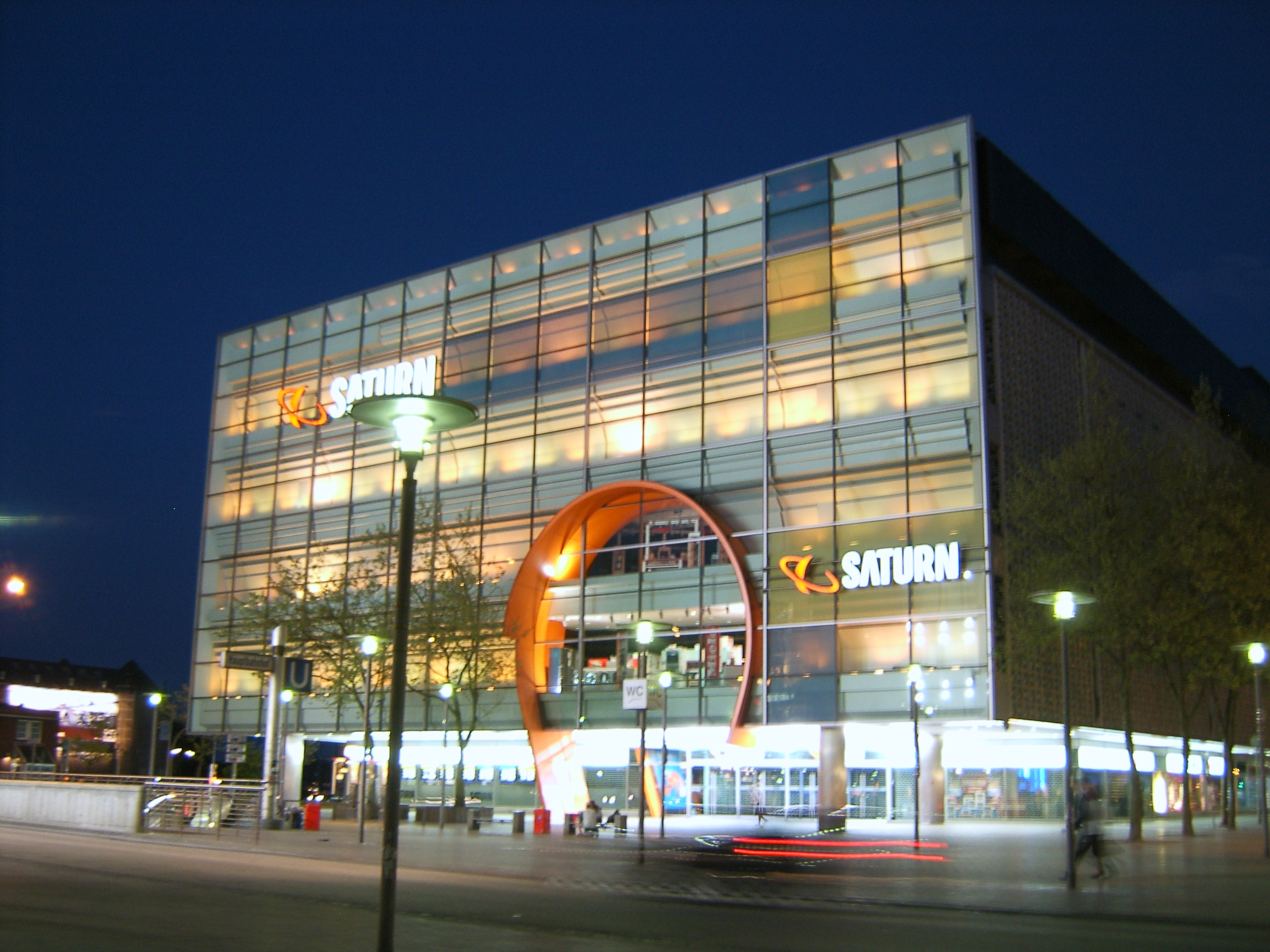
Un magasin Saturn dans la rue Mönckebergstraße à Hambourg.

Saturn était une chaîne de magasins de produits électroménagers et multimédias, créée en Allemagne en 1961 par les frères Friedrich Wilhelm et Anni Waffenschmidt. À son apogée en juin 2014, Saturn comptait plus de 200 magasins, répartis dans 6 pays d'Europe. En août 2023, elle est uniquement active en Allemagne.

## Histoire

### Débuts
Le premier marché Saturn-Hansa a été ouvert en juillet 1961 par Friedrich Wilhelm et Anni Waffenschmidt, qui viennent de fonder leur société « Saturn Electro-Handels Gmbh & Co ». Sur 120 m² en plein centre-ville de Cologne, ils exposent des produits électroniques de grande consommation et ciblent exclusivement les diplomates et importateurs du monde entier.
Leur business modèle fonctionne, si bien, qu'en 1968, les deux hommes récidivent avec la société Hansa-Foto. À partir de 1969, ils ouvrent enfin leurs magasins Saturn et Hansa-Foto aux particuliers.
En 1972, les Waffenschmidt possèdent à Cologne, ce qu'ils ont appelé « le plus grand salon de disques au monde ». Au début des années 1980, une grande succursale est ouverte sur la Theresienhöhe à Munich, suivie en 1985 par une succursale à Francfort-sur-le-Main avec la participation du groupe Kaufhof (en).
La structure du groupe des magasins Saturn était décentralisée comme celle des magasins Media. Les deux groupes se rapprochent l'un de l'autre. En 1990, Saturn intègre la holding Media Markt, et les magasins sont restructurés dans le Media-Markt-Saturn Retail Group.
En 10 ans, ils ouvrent encore une quinzaine d'autres petits magasins spécialisés en électronique, dont des magasins de la chaîne Hansa-Foto. Mais l'expansion des technologies digitales leur font réunir tous ces points de vente en un seul gigantesque magasin dans un gratte ciel, la « Hochhaus » de Cologne. La surface de vente de ce magasin a une superficie totale de 10 000 m2 et dans les années 1980, Saturn continue à se développer en Allemagne.
La surface d'un magasin est généralement comprise entre 2 100 m2 et 10 000 m2. Une exception est le magasin de Hambourg avec 18 000 m² sur six étages. Son émergence est liée à la fusion des marques Horten et Kaufhof au milieu des années 1990 : à Hambourg, ces deux grands magasins étaient côte à côte dans un très bon emplacement sur la Mönckebergstraße juste à côté de la gare principale. Saturn, comme Kaufhof à l'époque, appartenait au groupe Metro, et l'ancien grand magasin Horten agrandit encore ces capacités, devenant en même temps le plus grand magasin d'électronique au monde.
1990 marque une étape importante dans l'histoire de la société : en 1992, il y avait sept magasins Saturn-Hansa (Cologne, Francfort, Munich, Dortmund, Hanovre, Nuremberg, Gelsenkirchen). Saturn est intégrée en tant qu’entité indépendante au sein du Holding Media-Saturn auquel appartient également son grand rival Media Markt. La direction suit une stratégie de développement parallèle des deux marques, positionnées comme concurrentes à part entière. Cette stratégie osée, fut menée de manière extrêmement dynamisante en Allemagne et donna le coup d’envoi de l’expansion hors de l'Allemagne.

### Expansion européene

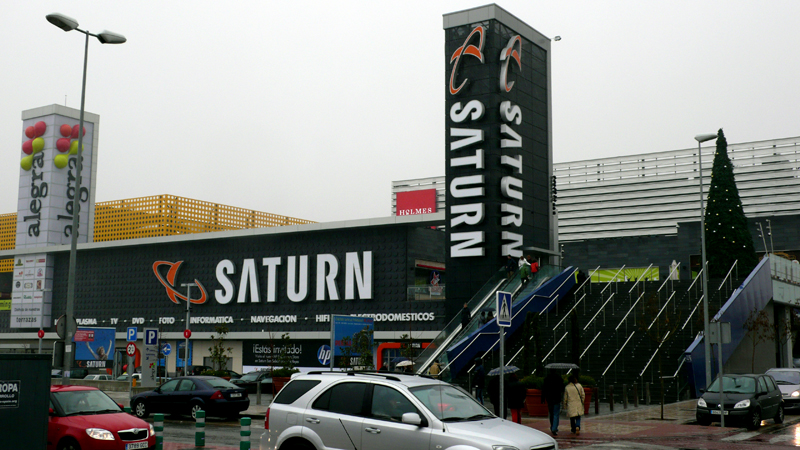
Un magasin Saturn à Madrid, Espagne en 2008.

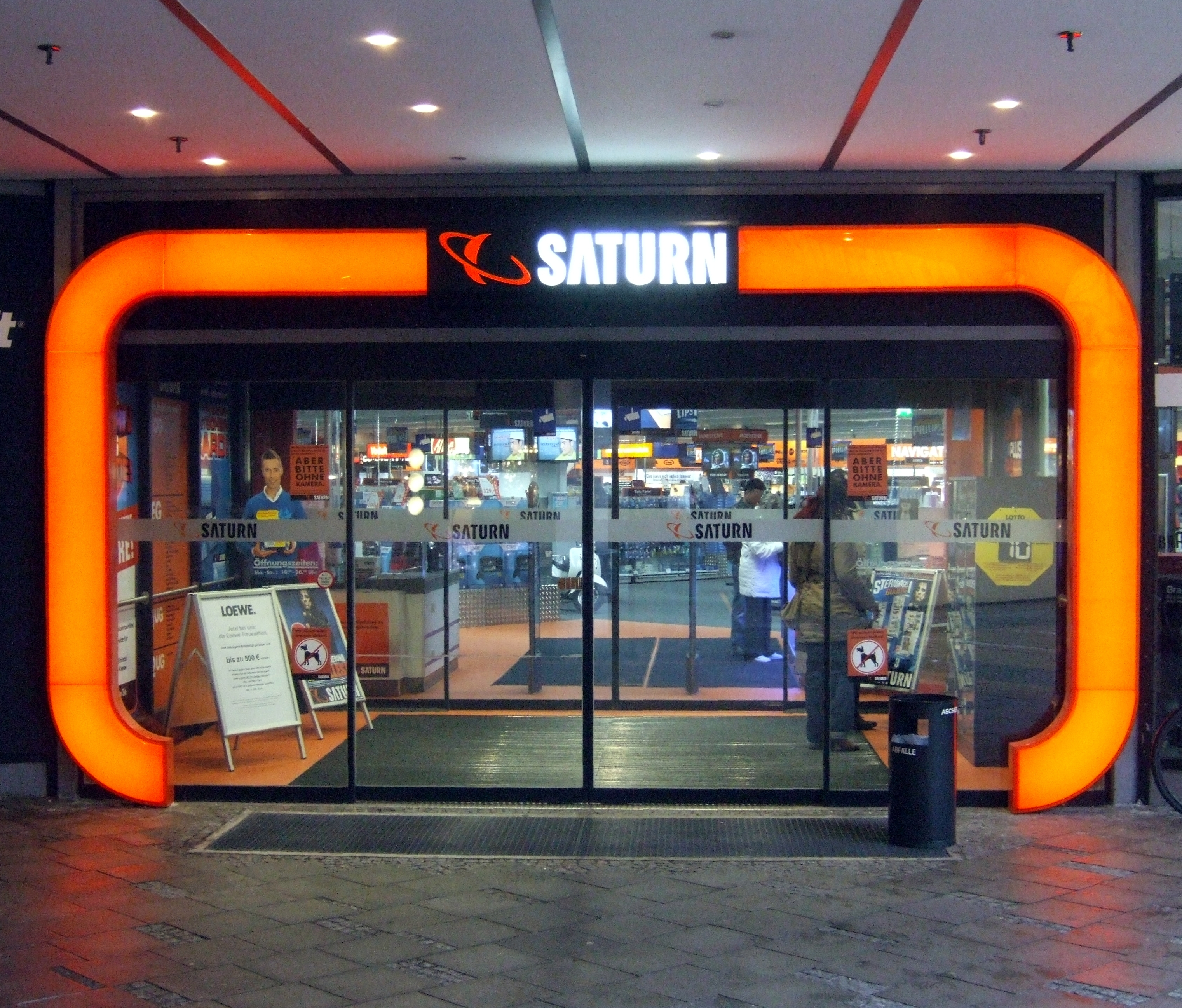
L'entrée d'un Saturn à Munich en décembre 2009.

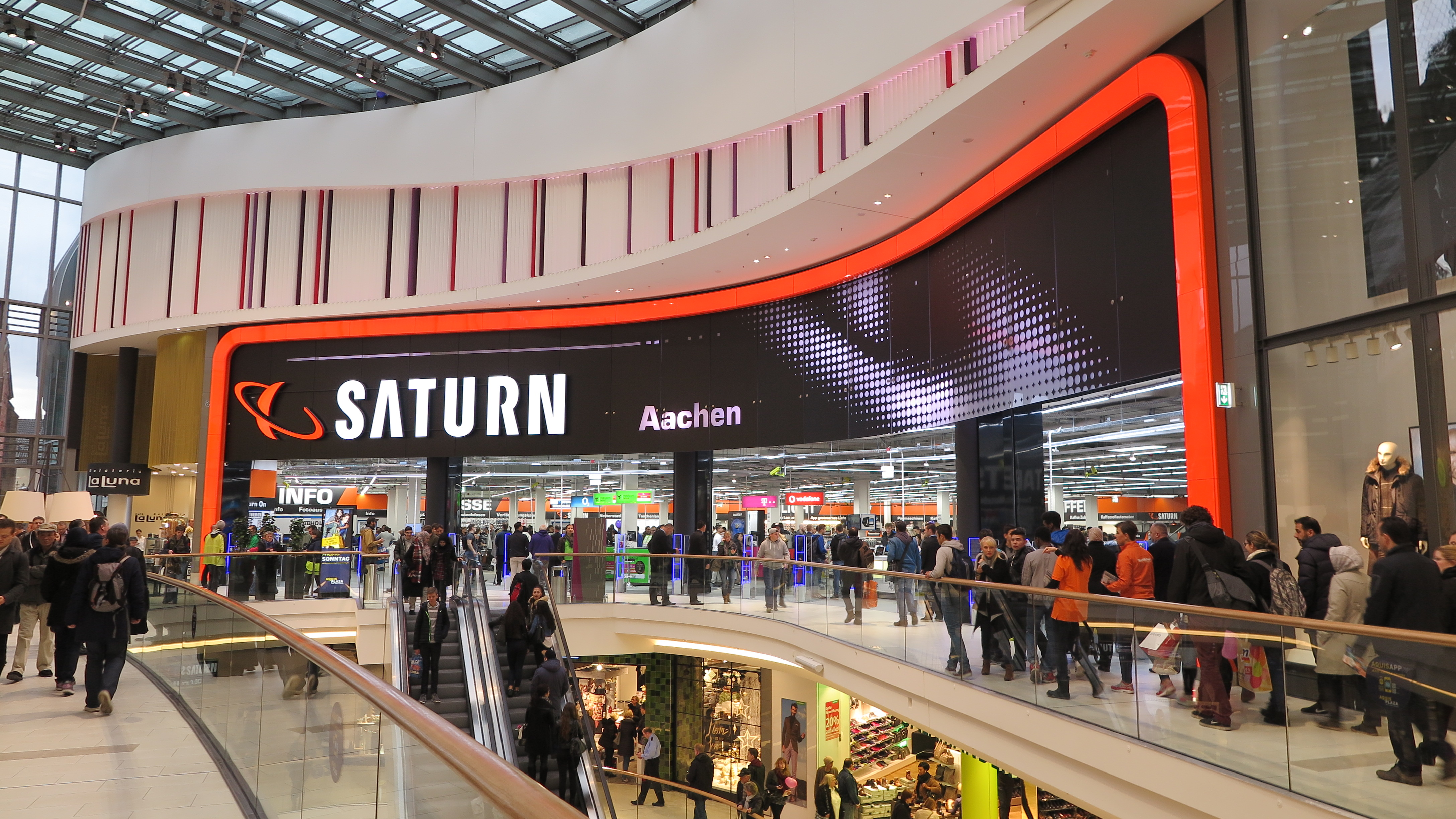
Un magasin Saturn dans la ville d'Aix-la-Chapelle en Allemagne.

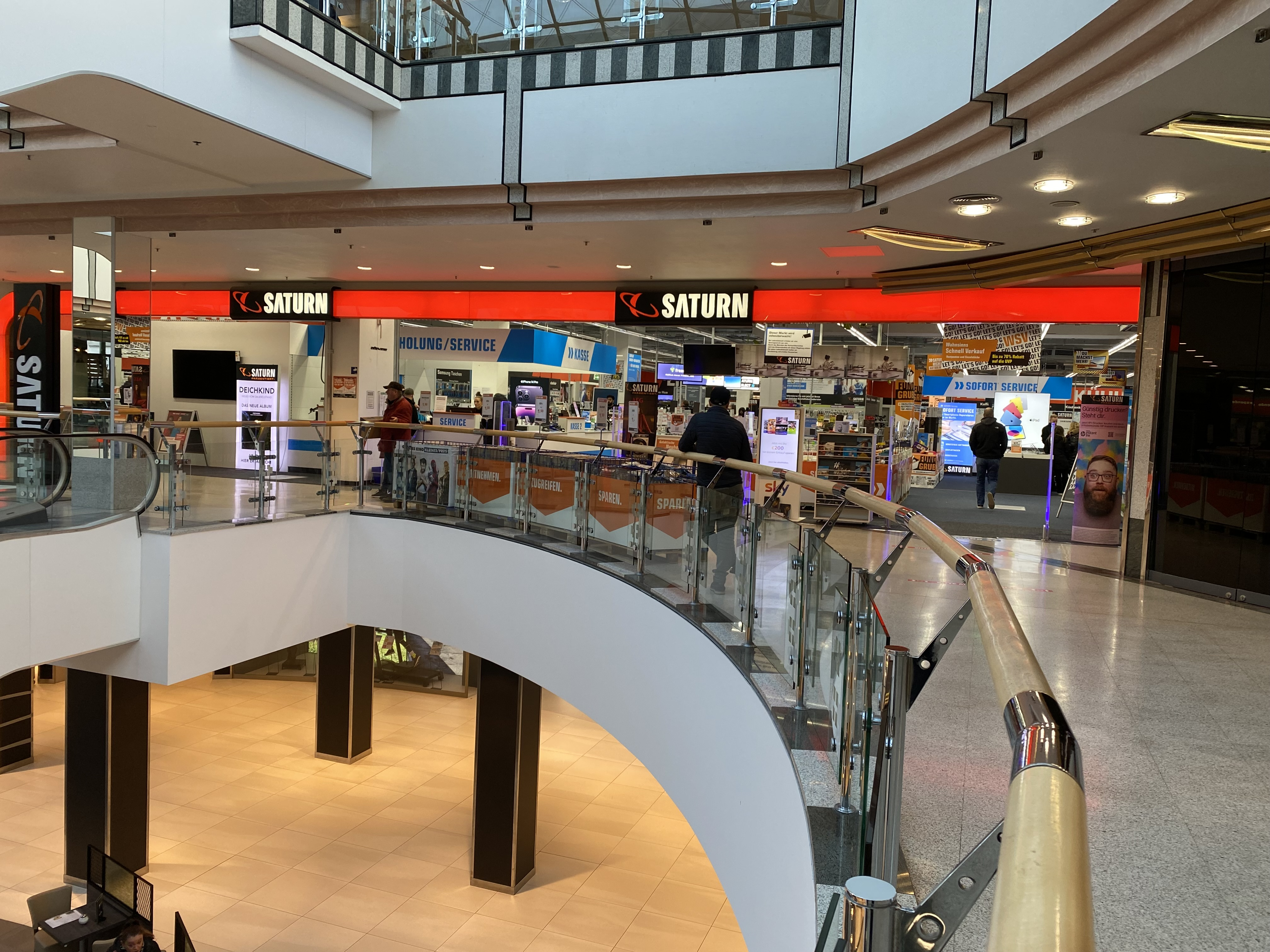
Un magasin Saturn à Paderborn, Allemagne en 2023.

Saturn a commencé son expansion européenne avec l'ouverture du premier magasin en Autriche en 1994. Depuis lors, la chaîne d'électronique enregistre une croissance inédite sur le marché international.
En 1999, des magasins Saturn ouvrent leurs portes en France, et deux ans plus tard en Italie.
En 2004, Saturn s'est étendu vers l'Europe de l'Est en s'implantant en Hongrie et en Pologne.
Après l'ouverture du premier magasin en Espagne à Barakaldo, en 2005, Saturn a dépassé la barre des 150 magasins, avec des filiales dans pas moins de onze pays de l'Europe.
En 2007, ce fut au tour de la Belgique, suivie par les Pays-Bas l'année suivante, et l'expansion n'est pas encore achevée.
En 2016, Saturn est présent en Allemagne, en Pologne (23 magasins), en Autriche (15 magasins) et enfin au Luxembourg (2 magasins), géré par les bureaux belges, situés à Zellik.
En 2018, en Autriche, à Innsbruck, Saturn expérimente un magasin sans caisse, dans un point de vente éphémère, où la paiement se fait via smartphone.

### Fermetures
À partir de 2018, la société mère Media-Saturn-Holding, commence à remplacer les magasins Saturn restants par une autre enseigne de la société, Media Markt. Au début de l'année 2018, en Pologne, les magasins Saturn passent sous l'enseigne Media Markt.
En septembre 2020, les 15 magasins Saturn d'Autriche ont été transformés en Media Markt, ainsi qu'au Luxembourg, où le changement de nom a lieu en juin 2021.
En juillet 2021, l'entreprise annoncé la fermeture à court terme de 13 magasins allemands de la marque Saturn d'ici 2022. Les magasins fermés seront remplacés en grande partie par Media Markt. Depuis le 3 août 2023, il reste 130 magasins de la chaîne en Allemagne, le magasin Saturn de Kiel ayant fermé. À la place, un Media Markt a ouvert ses portes dans le Sophienhof de Kiel.

## Implantation
Saturn a des projets d'expansion continue au cours des prochaines années. En 2014, elle compte plus de 200 magasins répartis dans 6 pays européens.
| Pays                    | 1er magasin | Fermeture | Nombre de magasins |
| ----------------------- | ----------- | --------- | ------------------ |
| Implantations actuelles |             |           |                    |
| Allemagne               | 1960        |           | 130                |
| Anciennes implantations |             |           |                    |
| Luxembourg              | 2006        | 2021      | 0                  |
| Autriche                | 1994        | 2020      | 0                  |
| Pologne                 | 2005        | 2018      | 0                  |
| France                  | 1989        | 2014      | 0                  |
| Belgique                | 2006        | 2014      | 0                  |
| Espagne                 | 2005        | 2014      | 0                  |
| Grèce                   | 2010        | 2013      | 0                  |
| Hongrie                 | 2004        | 2012      | 0                  |
| Italie                  | 2001        | 2017      | 0                  |
| Pays-Bas                | 2007        | 2014      | 0                  |
| Russie                  | 2010        | 2014      | 0                  |
| Suisse                  | 1994        | 2014      | 0                  |
| Turquie                 | 2009        | 2014      | 0                  |

### Belgique
Depuis 2007, la chaîne Saturn est présente en Belgique, dont la plupart des magasins sont situés dans les centres-villes. Ainsi, fin octobre 2007, Saturn a ouvert son premier magasin belge sur le Meir, dans la salle des fêtes rénovée de la ville d'Anvers. Un mois plus tard, un deuxième magasin ouvrait ses portes sur la Boomsesteenweg (chaussée de Boom) à Wilrijk. En 2009, 2 magasins Saturn ont encore ouvert leurs portes : l'un à Liège et l'autre un peu plus tard à Bruges. L'an 2010 a lui aussi été l'objet de l'ouverture de 2 nouveaux Saturn, respectivement Courtrai et Mons.
Jusqu'en 2011, la Belgique comptait donc 6 magasins Saturn, mais vu la difficulté du magasin Saturn de Mons à se faire une place dans le paysage montois à cause du peu de notoriété de la marque, ce dernier est devenu un Media Markt. De par cette stratégie, le magasin de Mons a pu bénéficier de la grande notoriété que possède Media Markt en Belgique et se faire connaître davantage dans la région. Actuellement, le seul magasin Saturn en région francophone, est celui de Liège, situé dans le complexe commercial Médiacité. Les 4 autres magasins se trouvent tous en région flamande : Anvers (Meir), Wilrijk, Bruges et Courtrai.
Saturn entendait devenir une marque durable en Belgique, jusqu'à un changement de stratégie en 2013. Ainsi, durant le courant du mois de décembre 2013, toutes les enseignes Saturn en Belgique passent - comme en Suisse - sous l'enseigne Media Markt. Cependant, le Saturn du Meir - qui fut le premier à ouvrir en Belgique - fermera définitivement ses portes dû à sa proximité avec le Media Markt situé près de la gare d'Anvers-Central.

### France
En France, l'expansion de Saturn commence en 1989 sous l'enseigne HyperMedia, équivalent de Media Markt. En 2009, il sera rebaptisé Planète Saturn puis Saturn.
En 1999, la marque s'installe dans le Grands magasins des Cordeliers à Lyon, y remplaçant les Galeries Lafayette.
En 2002 est implanté à Angers le 23ème point de vente de la marque et en mai 2008 le 26ème à Aulnay-sous-Bois.
Le 29 octobre 2009, Saturn ouvre son 32e magasin qui devient par la même occasion, le plus grand magasin d'électrodomestique de France : il s'agit du Saturn Domus, situé à Rosny-sous-Bois et qui comporte une surface de 14 000 m2.
Fin 2009, l'enseigne Saturn des Clayes-sous-Bois dans les Yvelines (78) ferme ses portes car reprise par l'enseigne Boulanger. Les locaux seront repris par l'enseigne Grand Frais à la suite d'une décision prise en application de la legislation sur la concurrence, une enseigne Boulanger étant déjà existante à proximité.
En décembre 2010, le groupe Metro vend exclusivement la branche française des magasins Saturn à la branche HTM du Groupe Mulliez. L'acquisition vient renforcer le pôle multimédia du groupe qui détient déjà Boulanger.
Le 22 juin 2011, ouverture du dernier Saturn en France, implanté dans le centre commercial Créteil Soleil dans le Val-de-Marne.
Le 30 juin 2011 est signée la vente des 36 magasins de la chaîne Saturn en France au groupe HTM (Boulanger) de la famille Mulliez. À partir du 1er juillet 2011, l'ensemble des magasins Saturn en France passe progressivement sous l'enseigne Boulanger.

### Suisse
Le 9 avril 2013, Media-Saturn Suisse réoriente sa stratégie en Suisse, en se concentrant à l'avenir sur la marque Media Markt. Les magasins opérant jusqu'ici sous le pavillon de Saturn rouvrent sous l'enseigne Media Markt.

## Identité visuelle

### Logos

Logo de la chaîne de magasins Saturn de 2000 à 2011

### Slogans
- avant 2010 : « Plus radin, plus malin ! » (Belgique, France)
- avant 2010 : « Nous détestons la vie chère ! / Mir haassen deier ! » (Luxembourg)
- 2010 à 2014 : « C'est ça, la technologie. » (France)
- 2010 à 2021 : « Sou ! Muss Technik... » (Luxembourg)